# Bombus rufocinctus
Bombus rufocinctus is een vliesvleugelig insect uit de familie bijen en hommels (Apidae). De wetenschappelijke naam van de soort is voor het eerst geldig gepubliceerd in 1863 door Cresson. De soort komt voor in Canada en de Verenigde Staten. De soort staat op de rode lijst van de IUCN als niet bedreigd.